# Joan Bono de Milà
Joan el Bo o Joan Bono (Recco o Camogli, Ligúria, ca. 600 - Milà, 660) fou un bisbe llombard, 36è bisbe de Milà i 15è de Gènova. És venerat com a sant per diverses confessions cristianes. No s'ha de confondre amb Joan Bono, beat fundador d'un orde eremític al segle xiii.

## Biografia
La seva història es basa en un poema tardà, dels segles XI-XIII, la qual cosa fa que algunes dades siguin inversemblants. Segons aquesta font, va néixer a Villa Camuli, nascitor Joannes, Valle Rechi: a Camogli o a Recco, totes dues a la costa de Ligúria. De petit fou portat a Milà, on estudià i fou ordenat prevere. Apreciat pels seus dots humans i intel·lectuals, fou nomenat bisbe de Milà.
La persecució de l'arrianisme havia fet que els bisbes de Milà visquessin llavors a Gènova. La conquesta de la Ligúria per Rotari en 641 provocà que el bisbe Fort de Milà marxés a Roma; fou llavors que Joan ocupà el lloc del bisbe. El 649 va poder tornar a Milà, on s'instal·là novament la seu de la diòcesi.
En 649, Joan Bono va fundar-hi les parròquies de Sant Sir a Milà i de Sant Matern a Desio. El mateix any va subscriure el Sínode del Laterà (octubre) convocat per Martí I contra el monotelisme i el monoergisme, però quan arribà a Roma, la reunió ja havia acabat.
La tradició diu que va morir en 653 i que fou sebollit a la capella, avui desapareguda, de Sant Miquel, San Michele in Duomo, vora el palau episcopal, que ell mateix havia fundat.
Era anomenat bonum (bo) per la seva humilitat i generositat, especialment envers els necessitats.

## Veneració
El culte es va revifar cap al segle x a Milà, quan el bisbe Heribert en trobà les restes. Aquestes foren traslladades a la catedral pel bisbe Sant Carles Borromeo, el 24 de maig de 1582, col·locant-les a un altar en honor seu. En 1951, es reconegueren les restes del sant, trobant que feia 1,90 m d'alçada.